# Isabel Gondim
Isabel Gondim (Papari (hoy Nísia Floresta) Rio Grande del Norte, 1839 - 1933) fue una escritora, poeta, profesora brasileña. Fue la primera mujer en ser socia efectiva del "Instituto Histórico y Geográfico de Río Grande del Norte", y del "Instituto Arqueológico Pernambucano. No se casó.

## Algunas publicaciones

### Libros
- 1923. O preceptor: poemeto: consagrado à educação escolar e dedicado áquelle. Editor Imprensa Industrial, 32 pp.

- 1913. O Brasil: poema histórico em tres cantos: precedido de um prologo. Editor Pap. Americana, 76 pp.

- 1910. Reflexões às minhas alumnas: para educação nas escolas primarias do sexo feminino. 3ª edición Typographia de A. Leite, 75 pp.

- 1908. Sedição de 1817 na capitania ora estado do Rio Grande do Norte. Editor Tip. da Gaseta do commercio, 100 pp.

- 1909. O sacrificio do amor: drama em cinco actos. Editor Typographia e lithographia Commercial, 138 pp.

## Honores

### Epónimos
- Escuela Estadual Isabel Gondim, Natal / RN[4]

- Rua Isabel Gondim, Natal, RN[5]

- Fundación Asilo Isabel Gondim, entidad extinta el 24 de julio de 1955, fue instituida por testamento particular, dejado por Isabel Gondim[6]